# Sphaeropleales
Em taxonomia, Sphaeropleales é uma ordem de algas verdes, possuindo algumas famílias anteriormente classificadas em  Chlorococcales.
A ordem inclui algumas de mais comuns algas planctónicas de água doce, tais como os géneros Scenedesmus e Pediastrum.
Os membros desta ordem incluem táxons coloniais ou unicelulares, não móveis, apresentando ou não zoóporos biflagelados com arranjo flagelar em direção oposta (arranjo DO): Sphaeroplea, Atractomorpha, Neochloris, Hydrodictyon e Pediastrum.
Com o aumento do número de táxons com dados moleculares disponíveis, existe evidência que um clado DO expandido que inclui géneros zoospóricos adicionais (Bracteacoccus, Schroederia) e alguns géneros autospóricos como Ankistrodesmus, Scenedesmus, Selenastrum, Monoraphidium, e Pectodictyon. Os membros filamentosos do género Microspora têm sido aliados ao género cocóide Bracteacoccus com base em dados moleculares.
A monofilia do clado DO é suportada por análise filogenética de dados de múltiplos genes.